# Carlos, rey emperador
Carlos, rey emperador est une série télévisée historique et de fiction espagnole, réalisée par Oriol Ferrer et produite par Diagonal TV pour le diffuseur national Televisión Española (TVE). 

## Synopsis
La série est basée sur le règne de Charles Quint. La diffusion a commencé le 7 septembre 2015 sur la principale chaîne phare de TVE, La 1 et s'est achevée en janvier 2016. Elle fait suite à la série Isabel, consacrée à la vie de la reine Isabelle la Catholique, grand-mère de Charles Quint, diffusée sur la même chaîne entre 2012 et 2014.
La fiction est pour le moment inédite en France et en Belgique, mais elle dispose d'une base de fans français qui la suivent régulièrement notamment via un site francophone qui écrit sur la série.

## Distribution

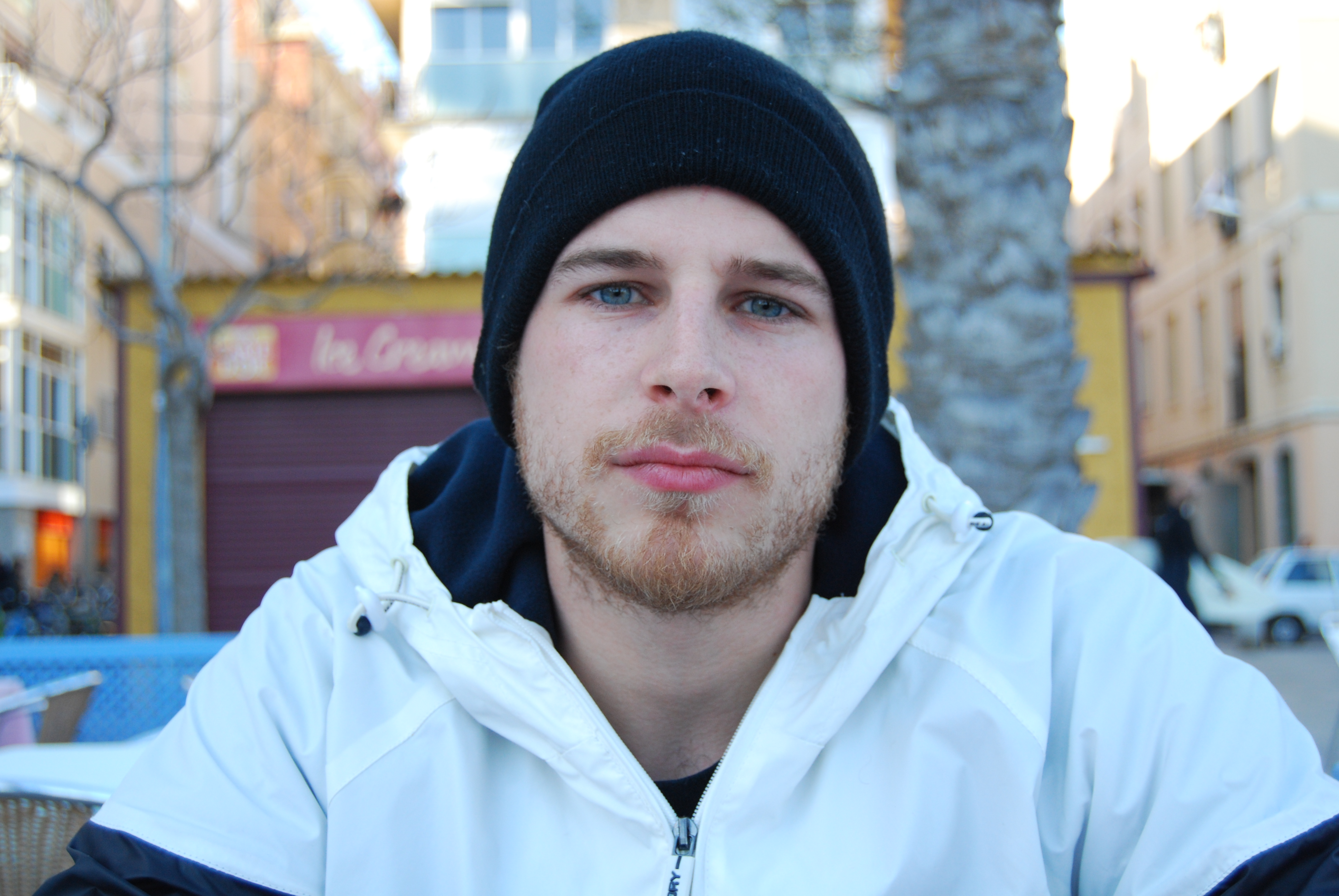
Álvaro Cervantes.

- Álvaro Cervantes[2] : Charles Quint (17 épisodes, 2015-2016)
- Blanca Suárez[3] : Isabelle de Portugal (7 épisodes, 2015)
- Helio Pedregal : Chièvres (Guillaume de Croÿ) (6 épisodes, 2015)
- Francesc Orella : Adrien d'Utrecht (7 épisodes, 2015)
- Marina Salas[4] : Éléonore de Habsbourg (9 épisodes, 2015)
- Eusebio Poncela : Francisco Jiménez de Cisneros (1 épisode, 2015)
- Eric Balbàs : Ferdinand Ier (9 épisodes, 2015)
- Nathalie Poza : Germaine de Foix (6 épisodes, 2015)
- Laia Marull[5] : Jeanne Ire la Folle (4 épisodes, 2015)
- Guiomar Puerta : l'infante Catherine (5 épisodes, 2015)
- Ramón Barea : Fadrique d'Albe (11 épisodes, 2015)
- Félix Gómez : Ferdinand d'Albe (9 épisodes, 2015)
- Israel Elejalde : Juan de Padilla (6 épisodes, 2015)
- Irene Ruiz : María Pacheco (7 épisodes, 2015)
- Dafnis Balduz : Alphonse d'Aragon (1 épisode, 2015)
- Alfonso Bassave : François Ier (11 épisodes, 2015)
- Susi Sánchez : Louise de Savoie (11 épisodes, 2015)
- Alberto San Juan : Charles III de Bourbon (7 épisodes, 2015)
- Eva Rufo : Claude de France (5 épisodes, 2015)
- Fiorella Faltoyano : Anne de France (1 épisode, 2015)
- Meritxell Calvo : François de Foix (7 épisodes, 2015)
- Carlos Álvarez-Nóvoa : Léonard de Vinci (3 épisodes, 2015)
- José Luis García Pérez : Hernán Cortés (10 épisodes, 2015)
- Juanma Lara : Diego Velázquez de Cuéllar (5 épisodes, 2015)
- Enrique Berrendero : Juan Velázquez (10 épisodes, 2015-2016)
- Mónica López : Marguerite d'Autriche (8 épisodes, 2015)
- Juanjo Puigcorbé : Mercurino Gattinara (9 épisodes, 2015)
- Joan Crosas : Manuel Ier (2 épisodes, 2015)
- Àlex Brendemühl : Henri VIII (6 épisodes, 2015)
- Blai Llopis : le cardinal Thomas Wolsey (6 épisodes, 2015)
- Mélida Molina : Catherine d'Aragon (5 épisodes, 2015)
- Carlos Kaniowsky : le pape Léon X (3 épisodes, 2015)
- Christian Esquivel : Moctezuma II (3 épisodes, 2015)
- Andrés Lima : Frédéric III de Saxe (4 épisodes, 2015)
- Daniel Pérez Prada : Anne de Montmorency (8 épisodes, 2015)
- Pepe Ocio : Gerónimo de Aguilar (3 épisodes, 2015)
- Nelson Dante : Cuauhtémoc (4 épisodes, 2015)
- Iazua Larios : La Malinche (5 épisodes, 2015)
- Jaroslaw Bielski : Jacob Fugger (1 épisode, 2015)
- Laia Costa : Marie de Hongrie (8 épisodes, 2015-2016)
- Mingo Ràfols : Martin Luther (3 épisodes, 2015)
- Felipe Vélez : le marquis de Denia (2 épisodes, 2015)
- Fernando Sendino : Girón (1 épisode, 2015)
- Tamar Novas : Jean III du Portugal (3 épisodes, 2015)
- Agustín Ruiz : Maldonado (2 épisodes, 2015)
- Ángel de Andrés López : le pape Clément VII (6 épisodes, 2015)
- Joan Onsurbe : un évêque de France
- María Hervás : Marguerite d’Angoulême (2 épisodes, 2015)
- Fernando Guallar : un membre de la Garde royale (1 épisode, 2015)
- Carlos Alcalde : (1 épisode, 2015)
- Gabriel Garbisu : Albert de Hohenzollern,archevêque-électeur de Mayence (2 épisodes, 2015)
- José Olmo : Joachim Ier Nestor de Hohenzollern, margrave-électeur de Brandebourg (1 épisode, 2015)
- Iris Lezcano : Johanna van der Gheynst (2 épisodes, 2015)
- Dionis Bayer : un évêque de Castille (2 épisodes, 2015)
- Víctor Clavijo : François Borgia (4 épisodes, 2015)
- Javier Villalba : le Dauphin Henri (3 épisodes, 2015)
- Víctor Duplá : Ponce de León (en) (1 épisode, 2015)
- Roberto Álvarez : Juan Pardo de Tavera (2 épisodes, 2015)
- José Maya : Francisco Pizarro (1 épisode, 2015)
- Pablo Arbues : Philippe II, enfant (12 ans)
- Antonio Mayans : (1 épisode, 2015)
- Òscar Rabadan : Bartolomé de las Casas (1 épisode, 2015)
- Fernando Conde : Le Titien
- Francisco Olmo : le pape Paul III
- Alberto Iglesias : Antonio Mendoza
- Ángela Cremonte : Marie Tudor, princesse puis reine d'Angleterre
- Marcel Borràs : Philippe II
- Irene Montalà : Isabel de Osorio
- Elisabeth Larena : l'infante Marie (5 épisodes, 2016)
- Lucía Barrado : Catalina Juarez (5 épisodes, 2015)
- Jesús Fuente : (2 épisodes, 2015)
- Jaro Onsurbe : (2 épisodes, 2015)
- Ferran Audí : Thomas Cromwell (2 épisodes, 2015-2016)
- Manolo Cortés : Cardena Campeggio (1 épisode, 2015)
- Óscar Velado : (1 épisode, 2015)
- Juan Carlos Sánchez : (1 épisode, 2015)
- Irene Sanz : (1 épisode, 2015)